# Xylosma rhombifolia
Xylosma rhombifolia là một loài thực vật có hoa trong họ Liễu. Loài này được (Britton & P. Wilson) Sleumer miêu tả khoa học đầu tiên năm 1934.